# 1828
| 1828                        |
| --------------------------- |
| Dødsfald - Fødsler          |
| • Begivenheder • Litteratur |

| Gregoriansk kalender | 1828 MDCCCXXVIII        |
| Ab urbe condita      | 2581                    |
| Armensk kalender     | 1277 ԹՎ ՌՄՀԷ            |
| Kinesiske kalender   | 4524 – 4525 丁亥 – 戊子 |
| Etiopisk kalender    | 1820 – 1821             |
| Jødisk kalender      | 5588 – 5589             |
| Hindukalendere       |                         |
| - Vikram Samvat      | 1883 – 1884             |
| - Shaka Samvat       | 1750 – 1751             |
| - Kali Yuga          | 4929 – 4930             |
| Iransk kalender      | 1206 – 1207             |
| Islamisk kalender    | 1244 – 1245             |

Konge i Danmark: Frederik 6. 1808-1839
Se også 1828 (tal)

## Begivenheder

### Udateret
- Mikael 1. af Portugal bliver Portugals monark

### April
- 27. april – London Zoo åbner som verdens første videnskabelige zoologiske have

### Juli
- 18. juli - Slægtsnavne bliver påbudt i Danmark. Patronymer, dvs. faderens navn + "-sen" eller "-datter" afskaffes. Det varer dog en årrække, før den nye navngivningsreform er slået helt igennem

### November
- 1. november - Prins Frederik Carl Christian (den senere Frederik 7.) gifter sig med Vilhelmine Marie
- 1. november – Det andet Christiansborg Slot tegnet af C.F. Hansen bliver indviet; Det brænder i 1884
- 6. november - Elverhøj, det danske nationalskuespil, har premiere på Det Kongelige Teater.

## Født
- 8. februar – Jules Verne, fransk forfatter
- 20. marts – Henrik Ibsen, norsk dramatiker og digter.
- 22. april - Christoffel Bisschop, hollandsk maler (død 1904)
- 9. september – Leo Tolstoj, russisk forfatter
- 8. november – Johannes Helms, dansk filolog og krigsveteran.

## Dødsfald
- 19. november – Franz Schubert, østrigsk komponist og pianist.

## Musik
- Elverhøi (Elverhøj) med tekst af Johan Ludvig Heiberg og musik af Friedrich Kuhlau opføres for første gang